# 5257 Laogonus
5257 Laogonus este o planetă minoră (asteroid) din Asteroid troian al lui Jupiter. A fost descoperită pe 14 septembrie 1988 la Observatorio de Cerro Tololo⁠(d) de Schelte J. Bus. 
Obiectul prezintă o orbită caracterizată de o semiaxă mare de 5,161708 UAi, o excentricitate de 0,0327375, o înclinație de 2,87024 ° în raport cu ecliptica.